# Probainognathia

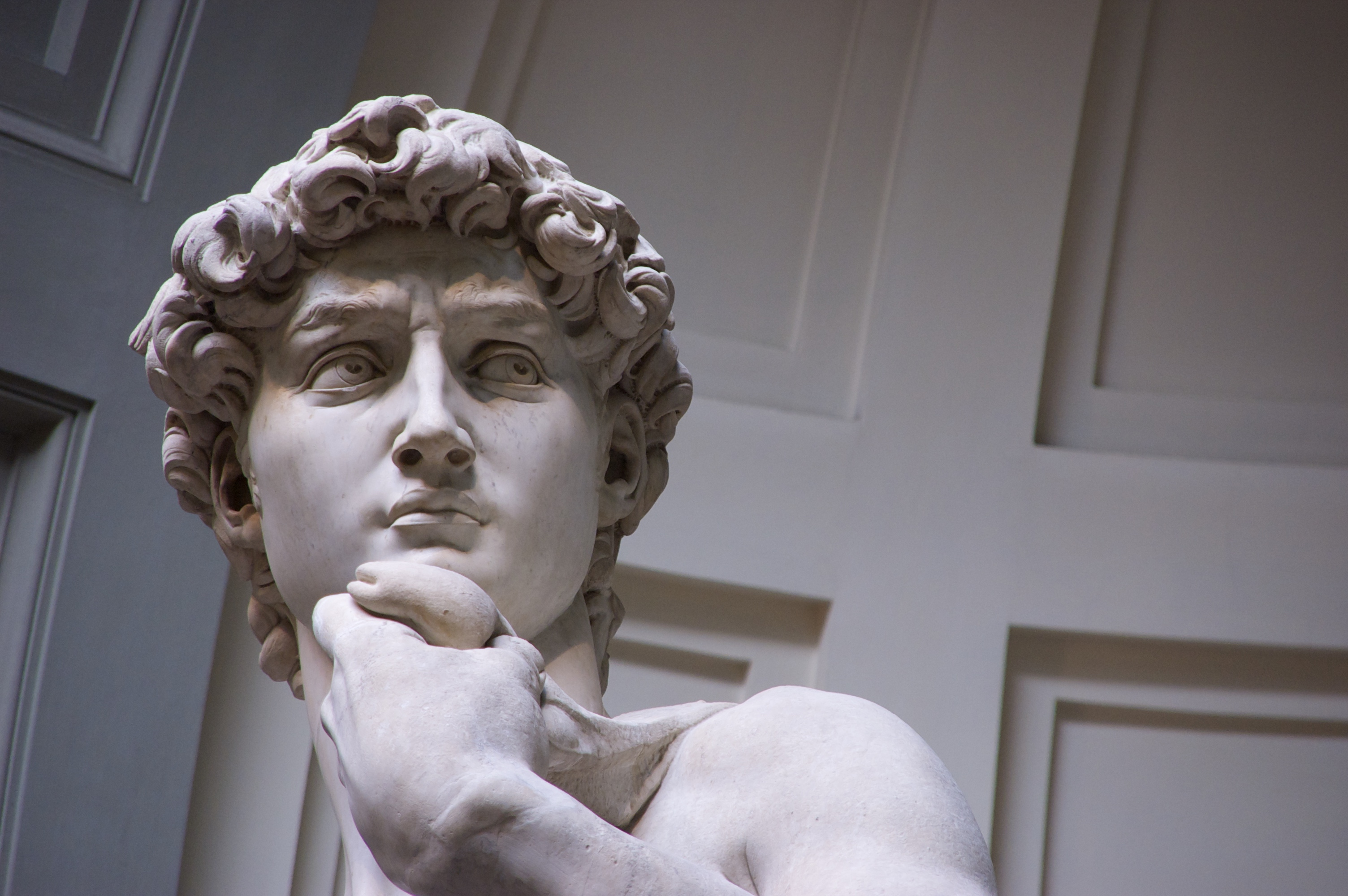
Ook de mens is een probainognathiër

De Probainognathia zijn een groep Synapsida behorende tot de Cynodontia.
In 1990 benoemde James Allen Hopson een klade Probainognathia. Hij gaf geen definitie.
In 2001 definieerden Hopson en James William Kitching de Probainognathia als de groep omvattende Probainognathus en alle soorten nauwer verwant aan Probainognathus dan aan Exaeretodon.
Binnen het systeem van Hopson zijn de Probainognathia in de Eucynodontia de zustergroep van de Cynognathia.  De bruikbaarheid van de definitie is afhankelijk van de exacte positie van Exaeretodon in de evolutionaire stamboom. Zijn positie is weinig stabiel.
De oudste probainognathiërs moeten zich ontwikkeld hebben in het Vroeg-Trias. Lumkuia is een van de meest basale soorten. Vroege probainognathiërs waren vrij kleine roofdieren met een grote kop en een lange staart. Ze hadden hoge jukbeenbogen. Hun achterste ribben zijn gereduceerd wat kan wijzen op een ademhaling via een middenrif, op haar beurt weer een aanwijzing voor een verhoogde stofwisseling. De groep zou uiteindelijk zeer succesvol worden want zij omvat de huidige zoogdieren.
Verschillende synapomorfieën, gedeelde nieuwe eigenschappen, zijn geopperd. Een foramen parietale, het restant van het 'derde oog', ontbreekt. Het voorhoofdsbeen maakt contact met het verhemelte in de oogkas doordat het secundair verhemelte sterk naar achteren verlengd is, tot het eind van de tandenrij of daarachter. De tandenrij loopt tot achter de oogkas. Het ectopterygoïde ontbreekt. De ribben zijn verbreed.
Volgens een studie uit 2016 is het opmerkelijk dat de kleine hersenen vrij groot zijn en dat bij moderne zoogdierembryo's de sluiting van het parietaaloog gereguleerd wordt door het MSX2-gen dat ook verbening van het middenoor, de ontwikkeling van melkklieren en de kleine hersenen, en het onderhoud van haarzakjes beïnvloedt. Dit zou dus een aanwijzing kunnen zijn dat er zich een gecorreleerde evolutie heeft voorgedaan van typische zoogdierkenmerken als zogen, een vacht en scherper gehoor. In het bijzonder wees men op het korte infraorbitaal kanaal voor de nervus trigeminus, gecombineerd met een beperkt aantal uitlopers naar de botwand, wat zou duiden op een specialisatie door waarneming door middel van een rij snorharen.